# کارل هندرسون
کارل هندرسون (انگلیسی: Cal Henderson؛ زادهٔ ۱۷ january ۱۹۸۱ (۴۴ سال)) برنامه‌نویس، مؤلف و کارآفرین اهل بریتانیا است، که در سال ۲۰۰۹ شرکت اسلک را تأسیس کرد.